# Cyrhla nad Białką
Cyrhla nad Białką (1156 m n.p.m.) – najwyższy szczyt Pogórza Bukowińskiego zwanego też Pogórzem Gliczarowskim. Jest to słabo wyodrębnione wzniesienie w grzbiecie zwanym Brzegowskim Działem. Grzbiet ten odbiega od Tatr w północnym kierunku i oddziela (w górnej części) Rów Poroniński od Rowu Podspadzkiego. Stoki zachodnie Cyrhli opadają do doliny potoku Poroniec, stoki wschodnie bardzo stromo do doliny Białki. Zachodnimi stokami biegnie szosa z Poronina do Łysej Polany. Przy szosie tej znajduje się bardzo widokowa polana Głodówka. Po przeciwległej stronie Cyrhli, w stokach wschodnich znajduje się polana Cyrhla.
Cyrhla nad Białką jest zwornikiem; oprócz głównego grzbietu odchodzą od niej jeszcze dwa boczne. Jeden to północno-północno-wschodni grzbiet Brzegowskiego Wierchu oddzielający dolinę Brzegowskiego Potoku od doliny Zawierszańskiego Potoku, drugi to północno-wschodni grzbiet z polaną Rynias, oddzielający dolinę Zawierszańskiego Potoku od doliny Białki i Ryniasowego Potoku.
Nazwa szczytu pochodzi od dawnego sposobu otrzymywania polan przez cyrhlenie, a drugi człon nazwy od rzeki Białka, ku której opada stok wschodni. Należy do miejscowości Brzegi. Ma dobre warunki do uprawiania narciarstwa, w parowie na północnych stokach Cyrhli śnieg utrzymuje się zwykle do końca kwietnia. Znajdują się tutaj wyciągi narciarskie